# مجلس السلام والأمن الإفريقي
مجلس السلم والأمن الإفريقي هو جهازٌ تابعٌ للإتحاد الإفريقي والمسؤول عن تنفيذ قرارات الاتحاد وهو مشابه إلى حد ما لمجلس الأمن الدولي التابع للأمم المتحدة ويتم انتخاب الأعضاء من قبل الجمعية للاتحاد الإفريقي بحيث تعكس التوازن الإقليمي في إفريقيا، فضلا عن مجموعة متنوعة من المعايير الأخرى، بما في ذلك القدرة على المساهمة عسكريا وماليا للاتحاد، والإرادة السياسية للقيام بذلك، وجود دبلوماسي فعال في اديس ابابا ويتكون المجلس من خمسة عشر بلدا، منها خمسة بلدان يتم
إنتخابها كل ثلاث سنوات، وعشرة دول لمدة سنتين. يتم إعادة مؤهلة بلدان فور انتهاء ولايتهم.
كما أن القوة الإفريقية الجاهزة هو برنامج عسكري يرتبط به.

## الاعضاء
الدول الخمس المنتخبة للعمل لمدة ثلاث سنوات اعتبارا من مارس 2010 هي:
- شمال إفريقيا : ليبيا (3 سنوات)

البحيرات العظمى : جمهورية كينيا (3 سنوات)
- جنوب إفريقيا : جمهورية زيمبابوي (3 سنوات)
- إفريقيا الوسطى : جمهورية غينيا الاستوائية (3 سنوات)
- غرب إفريقيا : جمهورية نيجيريا الاتحادية

وقد تم انتخاب الأعضاء العشرة الآخرين في مجلس السلم والأمن التابع للاتحاد الإفريقي لمدة سنتين، اعتبارا من مارس 2012 وهم:
- شمال إفريقيا : جمهورية مصر العربية
- القرن الإفريقي : جمهورية جيبوتي
- القرن الإفريقي : جمهورية الصومال
- البحيرات العظمى : جمهورية تنزانيا المتحدة
- غرب إفريقيا : جمهورية غينيا
- غرب إفريقيا : جمهورية ساحل العاج
- غرب إفريقيا : جمهورية غامبيا
- جنوب إفريقيا : جمهورية أنغولا
- جنوب إفريقيا : مملكة ليسوتو
- إفريقيا الوسطى : جمهورية الكاميرون
- إفريقيا الوسطى : جمهورية الكونغو